# Milford (Delaware)
Milford je grad u američkoj saveznoj državi Delaware. Prema popisu stanovništva iz 2010. u njemu je živjelo 9.559 stanovnika.